# Drynia Stużańska
Drynia Stużańska (prononciation : [ˈdrɨɲa stuˈʐaɲska]) est un village polonais de la gmina de Gielniów dans le powiat de Przysucha de la voïvodie de Mazovie dans le centre-est de la Pologne.
Il se situe à environ 13 kilomètres à l'ouest de Przysucha (siège du powiat) et à 102 kilomètres au sud-ouest de Varsovie (capitale de la Pologne).
Le village compte approximativement une population de 220 habitants en 2006.

## Histoire
De 1975 à 1998, le village appartenait administrativement à la voïvodie de Radom.